# Easton (New York)
Easton város az USA New York államában, Washington megyében. Lakosainak száma 2279 fő (2020. április 1.).

## Népesség
A település népességének változása:
| Lakosok száma | 2259 | 2336 | 2279 |
|               | 2000 | 2010 | 2020 |